# Сухов, Максим Алексеевич
Максим Алексеевич Сухов (род. 18 марта 1997) - российский трековый велогонщик, выступающий за команду Marathon-Tula.

## Достижения

### Трек
2016
Чемпионат России
 2-й в командной гонке преследования 4000 м (с Андреем Простокишиным, Сергеем Ростовцевым и Максимом Пискуновым)